# Абаканская степь
Абака́нская сте́пь — степное пространство в Хакасии (Россия), занимающее долину реки Абакан и её притоков, в левобережье реки Енисей, в Хакасско-Минусинской котловине.
Средняя высота над уровнем моря — 200—500 м. Рельеф преимущественно равнинный, в западной части преобладает холмистая местность. Большая её часть освоена в виде пашни. На равнине преобладают ковыльно-типчаковые степи на каштановых почвах и южных чернозёмах с участками солонцов.
Вегетационный период — 150 дней, безморозный — свыше 120 дней. Годовое количество осадков — 250—300 мм. Растительность представлена, в основном каменистыми и песчаными степями, располагающимися по склонам холмов, сопок и куэстов; луговыми степями, занимающими лога и понижения; на горизонтальных участках предгорий и террас рек изредка встречаются фрагменты опустыненных степей. В поймах рек распространены луговые и луго-солончаковые ассоциации. Наибольшее распространение имеют мелкодерновинные злаковые степи, из которых наиболее часто отмечаются тонконоговые и типчаковые степи с участием крупнодерновинного ковыля Крылова и значительным обилием осоки твердоватой, являющейся индикатором высокой пастбищной нагрузки. На выровненных щебнистых участках преобладают мелкодерновинные твердоватоосочковые степи с фрагментами зарослей крупнодерновинного злака — чия блестящего. На северных щебнистых склонах наблюдаются фрагменты каменистых копеечниковых степей. Во всех ценозах отмечается единично или в значительном числе кустарник карагана карликовая.